# Mara Šarić
Mara Šarić rođena Ettinger (Titel, 31. prosinca 1861. – Zagreb, 21. svibnja 1917.), slikarica i pedagoška djelatnica.
Školovala se u Bjelovaru. Više škole je završila u Zagrebu gdje joj je otac bio šumarski nadzornik. Bila je supruga kraljevskog savjetnika Danila Šarića
Službovala je kratko u zagrebačkoj gradskoj djevojačkoj školi. Zatim odlaz u Beč na viši tečaj za umjetnički vez.
Slikarsku je akademiju polazila u Münchenu. Završivši akademske nauke, otvorila je umjetničku radionicu u Beču, koju su posjetima počastile i osobe iz najviših krugova društvenog života.
Radila je sve vrste umjetničkog obrta, ali najviše od svega voljela je slikati cvijeće.
Njezine su slike uz sve šarolikosti veoma nježne te svaka odaje ljubav prema prirodi. Ima i vrlo otmjenih pastela, okušala se i u slikanju portreta i krajolika. Iza nje je ostao veliki broj slikarskih radova na keramici i porculanu.
Na raznim izložbama bile su slike što ih je izlagala pohvaljivane i nagrađivane. Među inim dobila je kolajnu na izložbama u Zagrebu i Trstu.
Kad je 1892. osnovan ženski licej povjerena joj je obuka u risanju i slikanju na tom zavodu, a ostala je i kad je zavod pretvoren u Kraljevsku žensku realnu gimnaziju. Tada je postala ravnateljica viših pučkih škola. Bila je jake volje i poletna duha, ali nadasve predana svom radu u odgoju učenica. 
Bila je suradnica Marije Jambrišak.